# Втрати силових структур внаслідок російського вторгнення в Україну (січень — березень 2019)
У статті наведено список втрат українських військовослужбовців у російсько-українській війні з січня по березень 2019 року.

## Список загиблих з 1 січня до 31 березня 2019 року
| №        | Світлина Емблема | Прізвище, ім'я, по-батькові                    | Про особу | Дата смерті                | Обставини смерті |
| -------- | ---------------- | ---------------------------------------------- | --- | -------------------------- | --- |
| Січень   |                  |                                                | |                            | |
| 4103     |                  | Голубєв Микола Олегович                        | 17 грудня 1998, 20 років, Вочківці Волочиський район Хмельницька область. Старший солдат, навідник кулеметного відділення взводу вогневої підтримки 1-ї роти 108 ОГШБ 10 ОГШБр. 2017 закінчив Волочиський промислово-аграрний ліцей за фахом зварника і муляра. Й одразу ж, 26.06.2017, вступив на військову службу за контрактом. Після підготовки на полігоні у Старичах 07.09.2017 вирушив на фронт. Залишились батьки і молодший брат. | 1 січня 2019               | Загинув близько 13:15 поблизу смт Новотошківське в районі Бахмутської траси внаслідок обстрілу з БМП-1 з боку окупованого смт Донецький. Похований на Центральному кладовищі Волочиська. |
| 4104     |                  | Солом'яний Іван Іванович                       | 23 листопада 1985, Рокитне Київська область. Старший сержант поліції, поліцейський ППОП «Миротворець». У 2014 прийшов добровольцем у батальйон МВС «Київщина». Залишились батьки, дружина та двоє дітей, — син і донька. | 1 січня 2019               | За попередніми даними, застрелився з табельної зброї (пістолета) у голову на блокпосту біля міста Кремінна (Луганська область), тіло виявили о 20:50. Поховання 5 січня в смт Рокитне. |
| 4105     |                  | Тіхонов Юрій Володимирович                     | 20 жовтня 1971, Коломия Івано-Франківська область. Прапорщик, військовослужбовець 10 ОГШБр. | 5 січня 2019               | Помер (зупинилося серце) в зоні проведення ООС. |
| 4106     |                  | Макаров Ерест Єврієвич                         | 20 серпня 1987, Маріуполь Донецька область. Прапорщик, співробітник ГУ СБУ у Донецькій та Луганській областях, працював на складі речового забезпечення. Одружений. | 5 січня 2019               | Загинув у м. Маріуполь в позаслужбовий час внаслідок необережного поводження з боєприпасами, — близько 21:20 в житловому будинку на просп. Будівельників у квартирі на 3-му поверсі вибухнула граната РГД-5, загинули два чоловіка, 1985 та 1987 р. н.. |
| 4107     |                  | Україна                                        | 32 роки, Маріуполь Донецька область. Майор поліції, оперуповноважена Управління по боротьбі зі злочинами, пов'язаними з торгівлею людьми, ГУ НП України в Донецькій області. | 9 січня 2019               | Близько 20:00 знайдена повішеною у власній квартирі в м. Маріуполь. Відкрите кримінальне провадження за ст. 115 ККУ з позначкою «Самогубство». |
| 4108     |                  | Крупський Володимир Володимирович («Заяр»)     | 14 квітня 1970, Гадяч Полтавська область. Військовослужбовець 72 ОМБр. Залишились дружина, донька та син. | 10 січня 2019              | Під час переміщення бронемашини з одного підрозділу до іншого в зоні ООС з'їхав у замерзле водоймище кар'єру, помер під час евакуації від переохолодження. Похований в Гадячі. |
| 4109     |                  | Семенюк Микола Іванович («Саїд»)               | 28 листопада 1973, Леляки (Жмеринський район) Вінницька область. З 2005 мешкав в смт Браїлів. Молодший сержант, заступник командира бойової машини (БМП) — навідник-оператор 7-ї «шаленої» механізованої роти 3-го механізованого батальйону 72 ОМБр. Закінчив Жмеринське ВПУ за фахом столяра. Працював на різних роботах, останнім часом — на Браїлівському цегельному заводі. Захоплювався риболовлею. На війні — з 2014, 30.03.2016 підписав контракт. Пройшов бої біля Старогнатівки, у промзоні Авдіївки, на Світлодарській дузі. Залишились батьки, брат, дружина та двоє синів, 2004 і 2006 р. н. | 14 січня 2019              | Загинув о 15:50 від несумісних з життям вогнепальних поранень поблизу с-ща Гладосове, внаслідок обстрілу з великокаліберного кулемету з боку окупованої частини смт Зайцеве (на північ від Горлівки, східний фланг Світлодарської дуги). Після прощання у Браїлєві та Жмеринці похований на Леляцькому кладовищі. |
| 4110     |                  | Будник Олег Васильович                         | 28 червня 1969, Новобогданівка (Мелітопольський район) Запорізька область. Начальник електростанції відділення розбірно-складальних робіт ремонтного взводу автомобільної техніки 16 ОПОЗ, в/ч А2558, Мирне (Мелітопольський район). У 2015 був мобілізований, 5-та хвиля. В подальшому підписав контракт. | 17 січня 2019              | Загинув в зоні ООС, місце й обставини не уточнені. За інформацією з військкомату, — обставини смерті з'ясовуються. Похований у Новобогданівці. Прим. У ЗМІ розповсюдили повідомлення, що «за інформацією прес-центру штабу ООС», військовослужбовець загинув під час виконання завдання на Луганському напрямку внаслідок підриву на вибухівці, — група військових наїхала на міну, в результаті вибуху загинули два військовослужбовці, ще п'ятеро отримали травми. Втім, у Прес-центрі повідомляли про обстріл з ПТРК вантажівки 72 ОМБр 16.01.2019 на околиці Троїцького з боку Калинового, внаслідок чого 5 бійців дістали поранення та ще 5 — контузії. |
| 4111     |                  | Україна                                        | Майор, військовослужбовець ЗСУ (підрозділ не уточнено). | 17 січня 2019 орієнтовно   | У житловому будинку в с. Калинове (Покровський район), де дислокується частина, були знайдені тіла двох військовослужбовців — тіло майора з вогнепальним пораненням голови виявлене у самому будинку, поряд із ним — пістолет Макарова, на дворі виявлене тіло сержанта з множинними забоями голови. Поліція розслідує справу за ст. 115 ККУ (умисне вбивство двох і більше осіб), попередньо встановлено, що між військовослужбовцями виник конфлікт. Про трагедію повідомили ЗМІ 18.01.2019, в поліції дату події не уточнили. За даними УНН з посиланням на джерела в поліції, в рамках кримінального впровадження встановлено, що майор побив сержанта, який втратив свідомість та замерз на смерть у дворі. Коли ранком майор виявив товариша, то спробував привести його до тями, однак той був вже мертвий. Після цього майор покінчив із собою, вистріливши в голову з табельної зброї. |
| 4112     |                  | Горієнко Віталій Олегович                      | 1 вересня 1990, Олександрівка (Каланчацький район) Херсонська область. Старший солдат, військовослужбовець ЗСУ (підрозділ не уточнено). Служив за контрактом в Сухопутних військах. | 20 січня 2019              | За повідомленням «Оберіг Херсон», помер в зоні ООС (за повідомленням Херсонського облвійськкомату, помер в зоні виконання завдань за призначенням). Похований в с. Олександрівка. |
| 4113     |                  | Марусенко Василь Володимирович                 | 18 вересня 1959, 60 років, мешкав у м. Зеленодольськ Апостолівський район Дніпропетровська область. Офіцер-психолог 27 ОРАБр. 08.07.2015 був призваний Апостольським РВК, з того часу виконував обов'язки в зоні АТО/ООС. Залишилися батьки на Запоріжжі, дружина та 18-річний син — у Зеленодольську. | 24 січня 2019              | Раптово помер о 5:58 у військовій частині в Слов'янську від гострого панкреатиту. Похований у с. Кінські Роздори на Запоріжжі, де живуть батьки. |
| 4114     |                  | Баюрко Володимир Анатолійович                  | 2 серпня 1972,Нападівка (Липовецький район) Вінницька область. Солдат, військовослужбовець ЗСУ (підрозділ не уточнено). Виріс у родині, де було четверо дітей. | 24 січня 2019              | Помер від зупинки серця в районі м. Маріуполь. Похований у с. Нападівка. |
| 4115     |                  | Губенко Віталій Анатолійович («Батюшка»)       | 16 лютого 1965, 53 роки, Софіївська Борщагівка Києво-Святошинський район Київська область. Прапорщик, стрілець — помічник гранатометника роти вогневої підтримки 25 ОМПБ «Київська Русь» 54 ОМПБр. Свого часу закінчив духовну семінарію, богословські курси у Києві. Вступив на військову службу за контрактом. У своєму підрозділі також виконував обов'язки капелана. | 25 січня 2019              | Загинув уранці, поблизу с. Катеринівка (Попаснянський район), внаслідок обстрілу військової вантажівки з ПТРК, ще 4 бійців зазнали поранень. Похований в с. Софіївська Борщагівка. |
| 4116     |                  | Грищук Андрій Іванович                         | 22 серпня 1998, 20 років, Норинськ Овруцький район Житомирська область. Військовослужбовець 80 ОДШБр. 2016 закінчив навчання у Центрі профтехосвіти № 1 м. Вінниця, група № 6. 13.12.2016 вступив на військову службу за контрактом, учасник АТО/ООС. Влітку 2019 планував одружитися. Залишились батьки. | 25 січня 2019              | Вкоротив собі віку через особисті обставини під час несення служби в зоні ООС. Про смерть земляка повідомив 25.01.2019 депутат Овруцької міськради у соцмережі. |
| 4117     |                  | Україна                                        | 1988. Молодший сержант, військовослужбовець (підрозділ не уточнено). | 30 січня 2019 орієнтовно   | За повідомленням УНН з посиланням на поліцію, покінчив життя самогубством пострілом з автомату у голову, під час несення служби на опорному пункті в одному з сіл Краматорського району, поблизу м. Дружківка. |
| Лютий    |                  |                                                | |                            | |
| 4118     |                  | Возняк (Локатир) Юрій Миколайович              | 9 серпня 1977, Сваричів Рожнятівський район Івано-Франківська область. Військовослужбовець 10 ОГШБр. З 2015 служив за мобілізацією в зоні АТО, повернувся додому, а в грудні 2018 підписав контракт. | 1 лютого 2019              | Загинув в зоні ООС (місце та обставини не уточнені). Похований у Сваричеві. За даними Прес-центру ООС, за добу 01.02.2019 внаслідок ворожих обстрілів втрат немає. |
| 4119     |                  | Кононенко Володимир Володимирович («Псих»)     | 30 травня 1983, Миколаїв. Військовий медик 79 ОДШБр. Фельдшер. На фронті з перших днів війни. | 3 лютого 2019              | Помер в зоні ООС, зупинилося серце. Повідомили у соцмережі 03.02.2019. «Вова прямо на війні помер». Поховання 6 лютого у Миколаєві. |
| 4120     |                  | Рудник Микола Андрійович                       | 28 квітня 1965, 53 роки, Батятичі Кам'янка-Бузький район Львівська область. Доброволець 8-ї автосанітарної роти батальйону ОУН, заступник командира. Дисидент, за радянських часів зазнав переслідувань після того, як зняв радянський прапор в Умані, був вимушений якийсь час жити у Польщі. Брав участь у розбудові «Народного руху», «Просвіти» та ГО «Тризуб». Був членом та одним із засновників Конгресу Українських Націоналістів, проводив вишколи для молоді, був сотником варти КУН. З 2007 по 2009 — голова Кам'янка-Бузької районної асоціації інвалідів. Активний учасник Помаранчевої революції та Революції Гідності. Був художником, скульптором, поетом, спортсменом. Воював з 2014, переніс три операції у Львівському військовому госпіталі, але повернувся на фронт. Залишились брат (також фронтовик-доброволець), сестра, дружина та дві доньки. | 4 лютого 2019              | Загинув від кульового поранення під час обстрілів на передовій в зоні ООС. Похований на Личаківському цвинтарі Львова, на Полі почесних поховань № 76. |
| 4121     |                  | Гузенко Сергій Олександрович («Вовк», «Шериф») | 16 жовтня 1987, Павлівка (Верхньорогачицький район) Херсонської області. Старший сержант, головний сержант 1-ї мотопіхотної роти 42 ОМПБ «Рух опору» 57 ОМПБр. Займався спортом, грав у футбол. Працював трактористом на фермерському господарстві у рідному селі, охоронцем-інкасатором «ПриватБанку» у Новій Каховці. З червня 2014 по травень 2015 проходив службу за мобілізацією, брав участь у боях за Іловайськ, Дебальцеве. В грудні 2016 підписав контракт. Нагороджений нагрудним знаком НГШ «За взірцевість у військовій службі» III ст. та кількома іншими відзнаками. З червня 2018 мешкав у м. Берислав. Залишилися батьки, двоє старших братів та вагітна кохана жінка. | 4 лютого 2019              | Загинув близько 17:00 біля с-ща Опитне (Ясинуватський район), від кулі ворожого снайпера, — прикривши собою побратима, дістав проникаюче наскрізне поранення грудної клітки з ураженням обох легень. Похований в с. Павлівка. |
| 4122     |                  | Наконечний Ігор Олександрович («Замок»)        | 3 липня 1988, Шелудьківка Зміївський район Харківська область. Мешкав в смт Андріївка Волноваського району Донецької області. Старший солдат, навідник бойової машини 93 ОМБр. 2013 здобув спеціальність токаря у Темнівському навчальному центрі № 100. 2015—2016 служив у 54 ОМБр, по тому — у 72 ОМБр, був нагороджений нагрудним знаком Міноборони «Знак пошани». В подальшому проходив службу у 28 ОМБр, в 93-ій бригаді — з 29.01.2018. Бойовий шлях: Золоте, Шахти, Широкине, Волноваський район, Авдіївка. Залишилися мати, сестри, дружина та дві доньки. | 8 лютого 2019              | Загинув у бою від кульового поранення голови на бойовому чергуванні в районі промзони м. Авдіївка, — під час обстрілу позиції відкрив вогонь у відповідь з кулемету, прикривши побратимів та надавши їм можливість вступити у бій. Похований в с-щі Бахчовик Волноваського району. |
| 4123     |                  | Блиставець Віктор Олександрович                | 30 травня 1996, Березне (Шепетівський район) Хмельницька область. Військовослужбовець 1 ОТБр. Працював на Шепетівському ремонтному заводі. 2017 був призваний на військову службу й одразу підписав контракт. Залишились батьки, був єдиним сином. | 8 лютого 2019              | Помер під час несення служби в зоні ООС від пневмонії, — 31 січня був госпіталізований до шпиталю м. Сєвєродонецьк з діагнозом «правобічна нескладна пневмонія», 8 лютого о 7:10 помер, в свідоцтві про смерть вказано: «двобічна негоспітальна багатовогнищева пневмонія, набряк легень». Похований у Березному. |
| 4124     |                  | Кондратюк Руслан Васильович («Кіндрат»)        | 2 жовтня 1981, Війниця (Млинівський район) Рівненська область. Солдат, водій зенітно-артилерійського взводу 3 ОМПБ «Воля» 24 ОМБр. Займався спортом, любив читати, грав у шкільному театрі. 2002 закінчив Мирогощанський аграрний коледж за фахом механіка. Працював на місцевому с/г підприємстві водієм, комбайнером, слюсарем, бригадиром тракторної бригади, охоронцем в ПП «Агро Експрес Сервіс» — до 2013, підвізником кормів, з 2015 — на заводі «Кромберг енд Шуберт Україна» на Волині. 31.01.2016 підписав контракт на військову службу, яку проходив у 355 НМП 184 НЦ, згодом у 130 ОРБ. Брав участь у бойових діях в районі Світлодарської дуги та Мар'їнки, був поранений. З 02.11.2018 проходив службу за контрактом у 24-ій бригаді. Залишилися батьки, сестра, дружина та двоє дітей, — син 2008 р. н. і донька 2011 р. н. | 15 лютого 2019             | Близько 10:45 в районі м. Мар'їнка противник з боку окупованого Донецька з ПТРК обстріляв військовий автомобіль ГАЗ-66, коли той заїжджав на позицію. Ракета влучила у кабіну, троє українських військових дістали поранення. Солдат Кондратюк, який перебував за кермом, помер від несумісних з життям мінно-вибухових травм і поранень дорогою до шпиталю м. Курахове. Похований у с. Війниця. |
| 4125     |                  | Моргун Олег Анатолійович                       | 13 травня 1971, мешканець м. Новогродівка Донецька область. Капітан служби цивільного захисту, начальник караулу 75-ї державної пожежно-рятувальної частини 13-го пожежно-рятувального загону ГУ ДСНС України у Донецькій області (м. Новогродівка). 20 років свого життя присвятив рятувальній службі. Залишились дружина і син. | 16 лютого 2019             | На виїзді з с. Нетайлове у бік Первомайського (на захід від с-ща Піски Ясинуватського району) слідчо-оперативна група поліції виявила схрон боєприпасів на території колишнього сільськогосподарського підприємства біля недіючого ангара. О 17:45, під час проведення ідентифікації вибухонебезпечних предметів, стався вибух, співробітник ДСНС (сапер) загинув на місці, троє поліцейських дістали поранення. 18 лютого рятувальники Донеччини попрощались з капітаном, по всій країні у підрозділах ДСНС були приспущені прапори та вишикувані пожежні автомобілі з включеними звуковими сиренами. |
| 4126     |                  | Данілейченко Сергій Павлович                   | 25 грудня 1990, Вербовець (Катеринопільський район) Черкаська область. Старший солдат, старший механік-водій 1-ї роти 108 ОГШБ 10 ОГШБр. Осиротів у дитинстві, з 13 років виховувався бабусею, а коли вона тяжко захворіла, сам доглядав за нею. Коли Сергію було 16, бабуся померла. 2010 закінчив Тальянківський агротехнічний коледж за спеціальністю «Експлуатація та ремонт машин і обладнання агропромислового виробництва». 26.05.2015 був призваний на строкову військову службу, згодом підписав контракт. Брав участь у звільненні Катеринівки та Новоолександрівки на Луганщині, 12.03.2018 нагороджений нагрудним знаком «За зразкову службу». Залишилися старший брат та дві сестри. | 16 лютого 2019             | Загинув близько 23:00 від кульового поранення у голову в бою поблизу с. Кримське (Новоайдарський район), під час ведення вогню у відповідь. В Міноборони також повідомили, що противник з 22:50 розпочав другий за добу обстріл Кримського, — з боку окупованих Сокольників, із застосуванням мінометів, озброєння БМП, РПГ, ВКК та стрілецької зброї. Похований у с. Вербовець. |
| 4127     |                  | Нароженко Віталій Миколайович                  | 23 роки, Костувате Братський район Миколаївська область. Солдат, командир 1-го гранатометного відділення протитанкового взводу роти вогневої підтримки 15 ОГПБ 128 ОГШБр. 2012 закінчив МЦППК. Вступив на військову службу за контрактом. | 17 лютого 2019             | Згідно повідомлення Миколаївської ОДА, пішов з життя при виконанні службових обов'язків в районі проведення ООС на території Донецької області (обставини не уточнені). |
|          |                  | Україна                                        | Військовослужбовець 109 ОГШБ 10 ОГШБр. | 18 лютого 2019             | Згідно повідомлення Новоайдарського районного суду Луганської області, 18 лютого 2019 року в с. Кримське (Новоайдарський район) Луганської області військовослужбовець ЗСУ військової частини А3892 покінчив життя самогубством, здійснивши постріл в область голови з автомату АК-74. |
| 4128     |                  | Євдокімов Василь Вікторович                    | 9 березня 1984, Рокосово Хустський район Закарпатська область. Військовослужбовець (підрозділ не уточнено). Учасник АТО/ООС. Воював на Сході у 2015. Вдруге пішов на фронт, підписавши контракт. Залишились мати, троє дітей. | 20 лютого 2019 орієнтовно  | За повідомленням у соцмережі, загинув на Донбасі (дату, місце й обставини не уточнено). Похований 23 лютого в с. Рокосово. |
| 4129     |                  | Богоносюк Василь Богданович («Кілер»)          | 18 жовтня 1980, Раковець (Богородчанський район) Івано-Франківська область. З 2001 мешкав у с. Васильків (Чортківський район) Тернопільська область. Старший солдат, старший стрілець 3-го відділення 1-го взводу 2-ї роти 3 ОМПБ «Воля» 24 ОМБр. На фронт пішов добровольцем у 2015, відслужив рік і три місяці, потім чотири рази укладав піврічні контракти з бригадами, які заступали на позиції, служив гранатометником АГС у 128 ОГШБр, з 23.01.2019 перевівся у 24-ту бригаду. Залишилися мати, чотири сестри, дружина та дві доньки, 2002 та 2004 р. н. | 21 лютого 2019             | 20 лютого, перебуваючи на спостережному посту ВОП в районі м. Мар'їнка, близько 16:00 помітив рух з боку ворога, завчасно попередив бойових побратимів та відкрив вогонь. Під час зміни бойової позиції дістав поранення кулею снайпера у шию та був евакуйований до ЦРЛ м. Курахове. Лікарсько-сестринська бригада 66-го військово-медичного госпіталю до останнього боролася за життя воїна, двічі запускала після зупинки серце, але поранення виявилися несумісними з життям, наступного ранку воїн помер. Після прощання у Чорткові похований в с. Васильків. |
| 4130     |                  | Фурсов Євген Олександрович                     | 20 серпня 1975, Брянськ РРФСР. З дитинства мешкав у м. Дружківка (Краматорська агломерація) Донецька область. Сержант, військовослужбовець 122 ОАеМБ 81 ОАеМБр. У 1979 з батьками приїхав до Дружківці, де закінчив школу та ПТУ № 36 за фахом електрогазозварника. 1993—1995 проходив строкову службу у прикордонних військах. Працював на Дружківському машинобудівному заводі, в цеху № 3. Захоплювався риболовлею. У вересні 2018 вступив на військову службу за контрактом. Залишились батьки, брат, дружина та 17-річна донька. | 23 лютого 2019             | Загинув внаслідок обстрілу від прямого влучення снаряду у бліндаж на Маріупольському напрямку. У прес-центрі Об'єднаних сил також повідомляли про обстріл з ПТРК поблизу с. Чермалик з боку окупованого с. Набережне (Новоазовський район). Похований на центральній алеї кладовища мкрн ДЩ м. Дружківки. |
| 4131     |                  | Борденюк Борис Борисович                       | 28 лютого 1987, Чеховка Нижньосірогозький район Херсонська область. З 2-х років мешкав у с. Благовіщенка (Кам'янсько-Дніпровський район) Запорізька область. Старший солдат, старший навідник 1-го мінометного відділення мінометної батареї 1-го мехбатальйону 54 ОМБр. З багатодітної родини. 2008 закінчив Мелітопольський ліцей залізничного транспорту за фахом оператора поста централізації, складача потягів, регулювальника швидкості руху вагонів, а також 6-місячні курси провідника. Працював в Енергодарі у залізничній галузі. В серпні 2016 підписав контракт на військову службу. Залишилися мати та дві сестри. Раніше померли двоє братів Бориса, на війні мати втратила третього сина. | 24 лютого 2019             | Загинув вранці від осколкового поранення голови внаслідок мінометного обстрілу поблизу с. Катеринівка (Попаснянський район). У зведенні Міноборони повідомлялось, що противник близько 5:00 обстріляв Катеринівку з напрямку окупованого села Молодіжне з озброєння БМП, ЗУ-23-2, та випустив 20 мін 82 мм калібру. Поховання 27 лютого у Благовіщенці. |
| 4132     |                  | Меденцев Олександр Миколайович                 | 28 жовтня 1985, Соледар Бахмутський район Донецька область. Солдат, заступник командира бойової машини — навідник-оператор 54 ОМБр. Залишилися батьки та сестра. | 25 лютого 2019             | Загинув близько 13:00 від кульового поранення у бою поблизу с. Новоолександрівка (Попаснянський район), коли вів вогонь у відповідь по противнику, який під прикриттям автоматного та кулеметного вогню намагався наблизитися до спостережної позиції ВОП. 27 лютого, після проведення переговорів, українська сторона, у присутності СММ ОБСЄ, змогла евакуювати тіло загиблого воїна (прим., деякі українські ЗМІ помилково повідомили, що бойовики передали тіло українській стороні). Похований 1 березня в Соледарі. |
| 4133     |                  | Гуменчук Ігор Богданович                       | 25 лютого 1974, Бібрка Перемишлянський район Львівська область. Мешкав у м. Львів останні 20 років. Старший сержант поліції, поліцейський 1-го взводу 1-ї роти БПСПОП «Львів» ГУ НП України у Львівській області. Закінчив ПТУ в Дрогобичі та Рівненське училище міліції охорони. 1994—2007 працював в міліції (охорона банківських установ, супровід та інкасація), 2007—2011 — інкасатор, ст. інкасатор, черговий по відділу ВПВЦІК ЛФ АБ «Експрес-Банк», 2013—2014 — інкасатор ПАТ «МегаБанк». З 17.06.2014 служив у батальйоні «Львів», не пропустив жодної ротації, загалом пройшов 16 ротації в зоні АТО/ООС. Виконував завдання у Станиці Луганській, Лисичанську, Кримському. Нагороджений медаллю МВС «За бездоганну службу» III ст. Залишились старший брат, дружина та троє дітей, двоє синів (22 і 15 років) та 12-річна донька. | 26 лютого 2019             | Раптово помер у м. Маріуполь, де забезпечував охорону громадського порядку. Похований на Личаківському кладовищі, на Полі почесних поховань № 76. |
| Березень |                  |                                                | |                            | |
| 4134     |                  | Шіпош Роберт Августинович                      | 21 лютого 1990, Виноградів Закарпатська область. Військовослужбовець (підрозділ не уточнено). Залишилась дружина та двоє дітей. | 1 березня 2019             | За повідомленням у соцмережі, помер в зоні ООС за трагічних обставин. Похований у Виноградові. |
| 4135     |                  | Гаврилів Богдан Миронович                      | 20 квітня 1999, 19 років, Калуш (ж/м Підгірки) Івано-Франківська область. Солдат, розвідник-далекомірник 1-го батальйону 80 ОДШБр. Навчався у Калуському ВПУ-7 за фахом «лицювальник-плиточник, муляр-штукатур». Займався боксом. У 2018 залишив навчання та вступив на військову службу за контрактом. Залишились батьки. | 4 березня 2019             | Загинув внаслідок мінометного обстрілу поблизу с. Лебединське (Волноваський район) у Приазов'ї. О 6-ій ранку противник з боку окупованої Ужівки почав обстріл з танків, артилерії, мінометів та ПТРК. Солдат Гаврилів передав на командно-спостережний пункт координати. Близько 7:40 безпосередньо на спостережному посту, де він перебував, розірвалася міна. 19-річний воїн дістав мінно-вибухові травми, що несумісні з життям. Після прощання у Львові похований в Калуші. |
| 4136     |                  | Слобода Богдан Іванович                        | 13 травня 1997, Новояворівськ Яворівський район Львівська область. Лейтенант, військовослужбовець 128 ОГШБр. З родини військовослужбовців, єдиний син у батьків. Дитинство пройшло в смт Шкло, у бабусі, де закінчив школу. 2014 вступив на навчання до НАСВ ім. Сагайдачного, по закінченні Академії проходив службу за контрактом у 128-ій бригаді. Залишились батьки. | 6 березня 2019             | Загинув від кульових поранень на території Донецької області (місце й обставини не уточнені. Прим., 128 ОГШБр виконує завдання у Волноваському районі на Маріупольському напрямку). Після прощання у Львові похований у Новояворівську. За даними Прес-центру ООС, за добу 06.03.2019 бойових втрат немає. |
| 4137     |                  | Бичков Сергій Михайлович                       | 4 вересня 1972, Росоша (Липовецький район) Вінницька область. Майор, заступник командира 2-го мехбатальйону з тилу 28 ОМБр. Кадровий офіцер, закінчив Вольське вище військове училище тилу, служив у Збройних Силах. 18.03.2014 повернувся на військову службу, підписавши контракт, був призначений старшим офіцером відділення офіцерів запасу і кадрів, згодом — заступником військового командира-начальника мобілізаційного відділення. У серпні 2014 вирушив на передову у 28 бригаду. З 10.12.2014 по 01.10.2015 — військовий комісар Липовецько-Погребищенського ОРВК. Продовжив службу у 28 ОМБр в зоні АТО/ООС. Залишились матір, брат, дружина та донька. | 6 березня 2018             | Помер вранці від серцевого нападу, за повідомленнями у ЗМІ, — в зоні ООС. Похований в с. Росоша. |
| 4138     |                  | Люшняк Віталій Олегович                        | 1996, Ятрань Новоархангельський район Кіровоградська область. Старший солдат, військовослужбовець 17 ОМПБ 57 ОМПБр. | 11 березня 2019            | Двоє військовослужбовців загинули та ще один дістав поранення близько 22:00 на ВОП біля с-ща Невельське Ясинуватського району внаслідок вибуху гранати у бліндажі. Відкрите кримінальне провадження за ст. 115 ККУ («Умисне вбивство»), проводяться слідчі дії з метою з'ясування всіх обставин. За попередньою інформацією, граната могла вибухнути внаслідок необережності. За іншими даними, між військовослужбовцями стався конфлікт, й один з них підірвав гранату. Похований у с. Ятрань. |
| 4139     |                  | Бершадський Едуард Валентинович                | 1984, Кропивницький Кіровоградська область. Старший солдат, військовослужбовець 17 ОМПБ 57 ОМПБр. | 11 березня 2019            | Двоє військовослужбовців загинули та ще один дістав поранення близько 22:00 на ВОП біля с-ща Невельське Ясинуватського району внаслідок вибуху гранати у бліндажі. За попередньою інформацією, граната могла вибухнути внаслідок необережності. За іншими даними, між військовослужбовцями стався конфлікт, й один з них підірвав гранату. |
| 4140     |                  | Слісаренко Руслан Григорович («Фокс»)          | 9 жовтня 1981, Хмельницький. Мешкав у с. Іванівці (Барський район) Вінницька область. Солдат, гранатометник 2-го відділення 2-го взводу 2-ї роти 1-го мехбатальйону 54 ОМБр. Школу закінчив у м. Деражня. Гарно малював. 1997—2001 навчався у Барському автодорожньому технікумі, де здобув фах техніка-будівельника. Працював у Деражні, з 2004 — у Києві. 2007 оселився із сім'єю на Вінниччині та їздив на заробітки до столиці. У вересні 2016 вступив на військову службу за контрактом. Залишились батько у Деражні, колишня дружина та двоє синів (2006 і 2007 р. н.) в Іванівцях. | 16 березня 2019            | Загинув о 12:40 від осколкового поранення голови внаслідок обстрілу біля хутора Вільний, що входить до складу м. Золоте (Попаснянський район). Похований в с. Іванівці, біля могили матері. |
| 4141     |                  | Пишний Олександр Федорович                     | 19 січня 1970, Ізюм Харківська область. Молодший сержант, водій-санітар (підрозділ не уточнено). 1992 закінчив Харківський автомобільно-дорожній технікум. З січня 2015 проходив військову службу за мобілізацією, а потім на контрактній основі. | 16 березня 2019            | За повідомленням Ізюмської міськради, загинув у зоні бойових дій на Сході України (обставини не уточнені). Похований в Ізюмі. |
| 4142     |                  | Дорофієнко Сергій                              | 12 жовтня 1987, Преображенка (Ширяївський район) Одеська область. Військовослужбовець ЗСУ (підрозділ не уточнено). | 16 березня 2019 орієнтовно | За повідомленням у Facebook-групі «Ширяївська РДА», загинув в районі м. Авдіївка, дату й обставини не уточнені. Похований 20.03.2019 у с. Преображенка. |
| 4143     |                  | Грабар Віктор Васильович («Дуглас»)            | 15 травня 1990, Шевченківське (Синельниківський район) Дніпропетровська область. Солдат, водій-електрик РЛС 17-ї окремої радіолокаційної роти (м. Дніпро) 164 РТБр, відряджений в зону ООС до 79 ОДШБр на посаду навідника. 2008 закінчив Дніпропетровське ПТУ № 6 за фахом муляра-штукатура, плиточника-лицювальника. Захоплювався він мотоциклами та страйкболом. Строкову службу проходив в Севастополі, а з 2009 по 2010 — у 7-ій бригаді спецоперацій в Очакові (нині — 73 МЦСО). 2010—2013 працював у групі швидкого реагування охоронної служби «Барс», по тому — в служби охорони Придніпровської ТЕС. У червні 2016 підписав контракт із ЗСУ. З 17.08.2016 до 18.11.2016 проходив службу у Донецької області в одному з радіолокаційних взводів Харківської радіотехнічної бригади. У листопаді 2018 був відряджений до 79 ОДШБр. Залишились батьки і сестра. | 17 березня 2019            | З 19:30 противник розпочав обстріл ВОП біля с. Водяне у Приазов'ї з мінометів, АГС і ВКК та намагався просунутися вперед. Вогнем у відповідь його примусили відступити. Прикриваючи відступ, ворог застосував міномети. Внаслідок розриву міни троє українських захисників дістали поранення. Поранення солдата Грабара виявилося несумісним з життям. Похований на Краснопільському кладовищі м. Дніпро. |
| 4144     |                  | Керечанин Євген Миколайович                    | 7 травня 1998, Деркачівка Недригайлівський район Сумська область. Солдат, навідник 2-го відділення 2-го взводу 2-ї роти 1-го мехбатальйону 54 ОМБр. 2013 вступив до ДПТНЗ «Недригайлівське ВПУ», де здобув професії слюсаря з ремонту автомобілів, електрогазозварника, водія. Працював у сімейному господарстві. 28.07.2016 був призваний на строкову службу, яку проходив у 91 ОПОЗ, згодом підписав контракт і після підготовки в 184 НЦ був направлений до 54-ї бригади. Залишились батьки. | 18 березня 2019            | Загинув о 9:55 на спостережному посту від кулі снайпера, коли вів вогонь у відповідь з кулемету по противнику, який під прикриттям вогню з ВКК та стрілецької зброї намагався зайти у фланг ВОП біля хутора Вільний, що входить до складу м. Золоте (Попаснянський район). Похований в с. Деркачівка. |
| 4145     |                  | Валах Сергій Вадимович («Борода»)              | 17 грудня 1984, Дніпро. Старший солдат, старший оператор 1-го розвідувального відділення 1-го розвідвзводу розвідувальної роти 93 ОМБр. Строкову службу проходив на посаді механіка-водія у військах ППО. Працював водієм-експедитором та охоронцем у приватній охоронній фірмі. З 02.04.2014 по 20.03.2015 проходив службу за мобілізацією в 93-ій бригаді на посаді стрільця, брав участь у бойових діях в районах Карлівки, Добропілля, Авдіївки, Тоненького, Пісків, дістав контузію. 15.02.2016 підписав контракт і повернувся на фронт, у травні 2017 дістав важкі осколкові поранення спини внаслідок підриву на «розтяжці». 2017 вступив на заочне навчання до Кропивницького будівельного коледжу, спеціальність «Будівництво та експлуатація будівель та споруд». 01.12.2017 подовжив контракт. Нагороди: «За оборону рідної держави», «Захисник Вітчизни», «За оборону Донецького аеропорту», «За військову службу Україні», «За оборону країни», «За хоробрість у бою». Залишились батьки, сестра, вагітна наречена. У червні 2019 народилась донька. | 20 березня 2019            | Увечері, під час виїзду на бойове завдання із придушення ворожого вогню, в районі м. Авдіївка на міні підірвалась бойова машина бригади. Старший солдат Валах, який прийняв на себе головний удар від вибуху, зазнав тотальних опіків 4-го ступеня, що не сумісні з життям. Ще двоє бійців отримали опіки (40 % і 5 % тіла) і були доставлені до лікарні. Похований на Краснопільському цвинтарі м. Дніпра. |
| 4146     |                  | Сирін Максим Миколайович («Шалений»)           | 23 липня 1982, Станиця Луганська Луганська область. Солдат, старший водій 1-го розвідувального відділення розвідвзводу 2-го мехбатальйону 93 ОМБр. Працював у пожежній частині. 23.09.2017 вступив на військову службу за контрактом. Залишилися батьки, дружина та двоє дітей, — син і донька. | 21 березня 2019            | Після 15:00 противник розпочав обстріл в районі промзони м. Авдіївка з ВКК та стрілецької зброї з метою проведення розвідки боєм та прикриття висування вогневої групи. Солдат Сирін, в якого закінчилось чергування, залишився, щоб допомогти побратимам, і відійшов на вогневі позиції. В ході стрілецького бою дістав наскрізне поранення голови, від якого помер у лікарні. Похований в смт Станиця Луганська. |
| 4147     |                  | Маркевич Володимир Михайлович                  | 5 лютого 1971, Розділ Миколаївський район Львівська область. Старший сержант, старший бойовий медик 1-й роти роти 1-го мехбатальйону 24 ОМБр. Закінчив Бориславське медучилище. Близько 20 років жив у Білорусі, там мав сім'ю. З січня 2018, після розлучення, мешкав у Старому Роздолі, працював фельдшером в Трускавці. 27.04.2018 підписав піврічний контракт на військову службу. В лютому 2019 знову уклав контракт і повернувся на фронт. Залишилися мати, сестра і дорослий син. | 22 березня 2019            | Загинув о 10:30 на спостережному посту біля с. Новомихайлівка (Мар'їнський район) від кулі снайпера калібру 12,7 мм, яка пробила захисну стінку укриття та смертельно поранила військовослужбовця. Похований у Роздолі. |
| 4148     |                  | Бурлака Артур Олегович                         | 15 березня 2000, 19 років, Івано-Франківськ. Солдат, кулеметник 108 ОГШБ 10 ОГШБр. Закінчив Івано-Франківське ВПУ сервісного обслуговування техніки. Під час навчання в училищі пройшов курс підготовки «Молодіжні Радники Поліцейських» (ініціатива «Молодіжної Просвіти» м. Івано-Франківськ). У 2018 був призваний на військову службу і підписав контракт. Батько помер, залишились мати, два брати і сестра. Перший загиблий 2000-х років народження. | 22 березня 2019            | Загинув від кульового поранення в районі смт Новотошківське, 29-й блокпост на Бахмутській трасі. За повідомленням міського голови Івано-Франківська Р. Марцінківа, загинув під час виконання бойового завдання. Видання «Курс» наводить слова побратима старшого лейтенанта В. Попелюка: «Йшов бій, він почав працювати з кулемета. Тоді йому поцілили в голову. Або снайпер, або куля якась». Але у свідоцтві про смерть, яке передали родичам, вказано про загибель від необережного поводження зі зброєю. Похований на Алеї Слави міського кладовища Івано-Франківська у Чукалівці. Прим. У Прес-центрі ООС повідомили про одного загиблого за добу 22 березня внаслідок бойових дій, — Володимира Маркевича. На Луганщині зафіксовано 4 обстріли, — в районі Попасної та Золотого, про бій в районі Бахмутки не повідомляється.                                                             |
| 4149     |                  | Денисов Микола Віталійович                     | 27 жовтня 1990, Чернігів. Старший сержант, начальник групи охорони та патрульно-постової служби взводу охорони та патрульно-постової служби роти ВСП Чернігівського зонального відділу ВСП у ЗС України. На фронті з 2014, доброволець 13 БТО «Чернігів-1» (з осені 2014 — 13 ОМПБ), був начальником станції служби зв'язку батальйону, пройшов бої за Дебальцеве, нагороджений орденом «За мужність». З 2015 проходив службу за контрактом у ВСП. Залишились батьки, старший брат і наречена. | 22 березня 2019            | Трагічно загинув під час відрядження до військової комендатури м. Костянтинівка, проводиться розслідування обставин загибелі. Похований у Чернігові на кладовищі Яцево. Прим. Видання «Дзеркало індустрії» повідомило з посиланням на поліцію, що у м. Костянтинівка військовослужбовець 1990 р. н. покінчив життя самогубством, вистріливши собі у голову (дату трагедії не уточнено, повідомлення від 25.03.2019). |
| 4150     |                  | Костенюк Дмитро Степанович                     | 8 жовтня 1989, Чернівці. Старший сержант, військовослужбовець десантно-штурмового взводу батальйонної тактичної групи 80 ОДШБр. 2014—2015 служив за мобілізацією у прикордонному загоні ДПСУ на Сході. 2016 підписав контракт із ЗСУ. Залишилось двоє неповнолітніх синів, 5 і 4 років. | 29 березня 2019            | Загинув у бою внаслідок мінометного обстрілу ВОП поблизу с. Широкине на Маріупольському напрямку, — від розриву міни калібром 120 мм дістав осколкові поранення, що несумісні з життям. Обстріл розпочався о 12:03 з боку окупованого с. Саханка, противник намагався провести розвідку боєм під прикриттям вогню з мінометів та СПГ. Десантники вступили у бій і відкрили вогонь по групі ворожої піхоти, змусивши її відступити. У тому ж бою зазнав осколкових поранень солдат Степан Климко. Похований на Центральному Садгірському кладовищі Чернівців. |
| 4151     |                  | Чернолоз Віталій Віталійович                   | 5 грудня 1995, Попасна Луганська область. Солдат 54 ОМБр. Виховувався бабусею. Вступив на військову службу за контрактом, після підготовки у навчальній частині вирушив на передову. На фронті пробув три тижні. Перебував у підпорядкуванні командира частини. | 29 березня 2019            | Трагічно загинув під час виконання обов'язків військової служби в районі м. Золоте, обставини не уточнені. Похований у Попасній. За даними «Вільного радіо», 29 березня внаслідок вибуху гранати поблизу місця дислокації військової частини у м. Бахмут загинув 24-річний боєць 54 ОМБр, інформацію підтвердив комбриг Олексій Майстренко, у підпорядкуванні якого перебував загиблий. Хлопець виїхав на автомобілі за територію в/ч і стався вибух, більше ніхто не постраждав. За попередньою версією, трагедія сталася через необережне поводження з боєприпасами. |
| 4152     |                  | Кравченко Дмитро Олександрович («Пальчик»)     | 31 березня 1995, Вербки (Павлоградський район) Дніпропетровська область. Молодший сержант, заступник командира бойової машини 93 ОМБр. До війни вчився на електрозварника. У 19 років, в жовтні 2014 вступив на військову службу за контрактом. Воював в Опитному, на метеовежі Донецького аеропорту, на позиції «Зеніт», у Тоненькому, Новотошківському, Світличному. 09.12.2015 внаслідок підриву БМП-2 на протитанковій міні дістав контузію. Залишилася однорічна донька. | 31 березня 2019            | Помер у свій день народження на позиції «Зеніт» навпроти ДАП, — уві сні зупинилося серце. Похований в с. Вербки. |

## Втрати силових структур в тилу під час війни
Войтович Олег Степанович, 1966 р. н., 52 роки, мешканець м. Самбір Львівська область. Учасник АТО, 704 ОПРХБЗ, головний сержант роти. 20 років служив у Калинівському полку армійської авіації (нині — 12 ОБрАА), вийшов на пенсію. Під час війни повернувся в армію, підписавши контракт, за два роки служби пройшов дві ротації на фронті. В листопаді 2018 лікувався у шпиталі. У Новорічну ніч заступив в наряд, після повернення 01.01.2019 раптово помер вдома у Самборі, — зупинилося серце. Похований на міському кладовищі Самбора. Залишились мати, дружина, донька, син та троє онуків.
 Вільгуш Андрій Володимирович, 09.05.1987, Хмельницький. Капітан, військовослужбовець НАСВ. Випускник Академії 2012 року, спеціальність «Управління діями підрозділів механізованих військ». Проходив службу на різних офіцерських посадах у військових частинах та в Академії. Учасник АТО, пройшов бої за Авдіївку у складі 72 ОМБр. Помер у ніч на 24.01.2019 від серцевого нападу. Поховання у Хмельницькому, на Алеї Слави кладовища Ракове. Залишились брат, дружина та маленька донька.
 Луцков Віталій Анатолійович, 1982 р. н., мешканець м. Вінниця. Учасник АТО, прапорщик, 40-й полк НГУ (в/ч 3008), начальник військового наряду 1-го відділення спеціального патрульного взводу патрульної роти патрульного батальйону. Неодноразово виїжджав у зону бойових дій на Сході України. 2015 був поранений під час резонансного нападу ув'язнених на конвой Нацгвардії у Хмельницькій області. Покінчив життя самогубством шляхом повішання 23.02.2019 у власній квартирі у Вінниці. Залишився брат — офіцер Нацгвардії.
 Джигринюк Ігор Михайлович, 09.10.1975, Саджавка Надвірнянський район Івано-Франківська область. Учасник АТО. Мешкав у с. Ратуш (Ямпільський район) на Вінниччині. Молодший сержант, 95 ОДШБр. Помер 28.02.2019 у Житомирському госпіталі. Як повідомили на Facebook-сторінці Командування ДШВ, «військові лікарі боролися за життя десантника до останнього, провели необхідні реанімаційні заходи, зробили все, що було в їхніх силах». Чи був поранений на фронті, не повідомляється. Похований у с. Саджавка, біля могили матері. Залишилися дружина і четверо дітей.
 Харкевич Микола Валерійович, Ратне Волинська область. Учасник АТО/ООС, 24 ОМБр. Помер 01.03.2019 у Харківському госпіталі через ускладнення після грипу. Поховання в смт Ратне. Залишились батьки і брат.
 Бойко Віктор Володимирович, 31.05.1975, Тростянець Сумська область. Учасник АТО, 53 ОМБр. Закінчив Тростянецьке ПТУ. 2014 був призваний за мобілізацією. З 2017 проходив службу за контрактом. Помер на початку березня, не витримало серце. Похований 10.03.2019 на Центральному міському кладовищі Тростянця.
 Сапіга Володимир Петрович, 10.09.1964, 54 роки, Ходорів Львівська область. Учасник АТО/ООС, сержант, 28 ОМБр, група інженерного забезпечення, інженерно-технічна рота, інженерно-дорожній взвод, відділення розмінування, командир установки. Вступив на військову службу за контрактом на початку 2017. Помер 17.03.2019 в смт Фонтанка (Одеська область). Поховання 21 березня у Ходорові.
 Марчишак Василь, 35 років, Яворів (Турківський район) Львівська область. Мешкав у с. Сянки. Прапорщик ДПСУ, старшина відділення інспекторів прикордонної служби ВПС «Сянки» Мостиського прикордонного загону Західного РУ ДПСУ. Батько працював у міліції, а мати була кухарем. Батьки працювали на Закарпатті, Василя виховувала бабуся. Після строкової служби в армії доглядав бабусю та з 2006 служив за контрактом на прикордонній заставі у сусідніх Сянках. 2011 одружився, отримав службову квартиру. 18.03.2019 о 12:48, під час несення служби, коли старший зміни прикордонного наряду Марчишак повертався з їдальні, де видавав продукти військовим, 20-річний солдат строкової служби ВПС «Сянки» здійснив в нього постріл з автомату впритул у спину (куля пройшла через грудну клітку на виліт), після чого завдав пораненому удар прикладом автомата по голові і продовжив бити вже лежачого прикордонника ногами, поки його не зупинили інші військовослужбовці. Інспектор помер під час транспортування до Турківської ЦРЛ. Підозрюваному обрано запобіжний захід — 60 діб тримання під вартою без права внесення застави, відкрите провадження за ч. 1 ст. 115 ККУ (умисне вбивство), призначено психіатричну експертизу. Солдат не може пояснити, чому це зробив. Похований у селі Сянки. Залишились мати, брат, дружина та одномісячний син.
 Ілик Юрій Михайлович, 03.05.1971, Наконечне Перше Яворівський район Львівська область. Мешкав у м. Костопіль Рівненська область. Учасник АТО, старшина, 24 ОМБр, по тому переведений на Рівненщину, начальник КТП військової частини. У 1989—1991 проходив строкову службу в прикордонних військах у Туркменістані. Вирішив стати військовим. Миротворець: Косово (2002), Іран, Ірак. Під час війни був призваний за мобілізацією, у подальшому підписав контракт, був поранений, але повернувся у стрій. За чотири роки провів три ротації на передовій по всій лінії фронту. 25.02.2019 через погане самопочуття звернувся до медичного пункту в/ч, проходив стаціонарне лікування, згодом був переведений до Львівського військового госпіталю, але після проведення операції та заходів реанімації 20.03.2019 помер. Похований в рідному селі поряд із могилою батька. Залишились мати, сестра та дві доньки.
 Дяченко Володимир Анатолійович, 21.04.1987, Житомир. З дитинства мешкав у с. Вовковиї Демидівський район Рівненська область. Учасник АТО/ООС. Старший солдат, 14 ОМБр. 2014 був призваний за мобілізацією. 01.07.2016 підписав контракт. Помер 23.03.2019 внаслідок раптової зупинки серця. Похований в с. Вовковиї. Залишились мати і брат.
 Флоря Віталій Валентинович, 1996 р. н., Новосільське (Ренійський район) Одеська область. Солдат 49 ПОГП НГУ, в/ч 3012. З багатодітної родини. Навчався у технікумі в Ізмаїлі за фахом тесляра. Загинув 30.03.2019 близько 17:00, під час несення служби з охорони громадського порядку у Суворівському районі м. Одеса, внаслідок ДТП, що сталася на перетині вул. Кишинівської та пр-ту Добровольського неподалік зупинки громадського транспорту. Водій Opel Omega намагався проскочити на жовте світло світлофору на великій швидкості та зіткнувся з а/м Mercedes Vito, внаслідок чого втратив керування та врізався у стовп, збивши на тротуарі трьох нацгвардійців у складі пішого наряду. Віталій загинув на місці, солдати Балчугов Д. О. та Руденко Д. С. доставлені в Одеську ОКЛ № 1 з важкими травмами (Руденко у комі). Також дістали травми троє цивільних, — водій та два пасажири Opel (жінка з дитиною). Водія-порушника затримано. Відкрите кримінальне провадження за ч. 2 ст. 286 ККУ (порушення правил безпеки дорожнього руху). Також поліція знайшла і затримала раніше судимого мешканця Одеси, який після ДТП підскочив до лежачих на землі травмованих нацгвардійців і почав бити їх ногами та намагався викрасти зброю. Похований у рідному селі. Залишились батьки, двоє братів і сестра. Указом Президента України нагороджений медаллю «За військову службу Україні» (посмертно).

## Померлі демобілізовані учасники АТО/ООС
Шевченко Василь, 43 роки, Твердомедове Великоолександрівський район Херсонська область. Учасник АТО, 28 ОМБр. Помер вночі 02.01.2019 внаслідок онкологічної хвороби. Похований у с. Твердомедове.
 Казан Володимир Іванович («Лом»), 03.12.1962, Мирноград, Донецька область. Учасник АТО, 93 ОМБр. Помер вранці 06.01.2018 від хвороби. Поховання 9 січня у Мирнограді.
 Башаєв Михайло Віталійович («Шаміль»), 13.10.1976, Зборів Тернопільська область, мешкав у м. Тернопіль. Учасник АТО, доброволець УНСО, сержант, 131 ОРБ, командир бойової машини — командир відділення. Брав участь у бойових діях в Абхазії, корпус «Арго» (УНСО). З початку 2014 воював на Сході України, демобілізувався в травні 2018. Нагороди: Хрест Розвідника, «За оборону Маріуполя», «За зразкову службу», «За звільнення Донбасу», орден «Брат за Брата», «За бойові дії УНСО» 1 і 2 ступенів, грамоти ГУР МОУ та начальника розвідки ОТУ «Донецьк». 02.01.2019 близько 16:00 в Тернополі, у гуртожитку по вул. Макаренка, в квартирі на 2-му поверсі в результаті необережного поводження вибухнула граната. Один чоловік загинув на місці, ще двоє потрапили до лікарні у важкому стані (лікарі розповідали про множинні осколкові поранення голови, грудної клітки, живота та ніг, масивну кровотечу та геморагічний шок). Михайла після переведення на штучну вентиляцію легень прооперували, перебував у комі в реанімації Тернопільської університетської лікарні. Помер вночі 08.01.2019.
 Мошківський Євген Антонович, 05.01.1987, Житомир. Учасник АТО 2015—2016, 24 ОМБр. Після демобілізації проходив лікування, в ДУ «Інститут серця МОЗ України» встановили діагноз «дилатаційна кардіоміопатія», потребував операції з пересадки серця. Помер 08.01.2019 у Житомирі. Залишилась мати.
 Думанський Василь Степанович («Кордон»), 09.01.1963, Олексіївка (Нікопольський район) Дніпропетровська область. Учасник АТО 2014—2017, полковник, 43 ОМПБ «Патріот», заступник командира батальйону; 53 ОМБр, командир 2-го мехбатальйону; 108 ОГШБ, комбат. Багато років служив у прикордонних військах, відповідав за бойову підготовку, вийшов на пенсію. 2014 прийшов у 43 БТО добровольцем на початку його формування, особисто брав участь у бойових операціях, ходив у розвідку. 2015 воював в Новгородському біля Горлівки, був тяжко поранений під час мінометного обстрілу, але вмовив комісію не «списувати» його за станом здоров'я, отримав 3 групу інвалідності і висновок «придатний для проходження військової служби». Повернувся на фронт, 2016 воював у Зайцевому. В березні 2016 нагороджений орденом Богдана Хмельницького III ст. З осені 2016 — командир 108 ОГШБ. Звільнився з армії у 2017. Загинув в ДТП 11.01.2019 близько 14:30 на об'їзній дорозі біля Нікополя, — перебуваючи за кермом ВАЗ-2115, не впорався з керуванням, виїхав на зустрічну смугу, де зіткнувся з тягачем-цистерною, від отриманих травм загинув на місці. Похований в Олексіївці. Залишились мати, дружина, доньки, онук.
 Швайка Володимир, мешкав у м. Броди Львівська область. Учасник АТО/ООС, доброволець УДА, 8-й батальйон «Аратта». На фронті з 2016, налагоджував зв'язок. Помер 11.01.2019 у лікарні в Бродах після ускладнення від перенесеного на війні інфаркту. Поховання в с. Куровичі Золочівського району, де мешкає родина. Залишились дружина Марія Ракус, 7 доньок віком від 9 місяців до 13 років, та син від першого шлюбу.
 Алишев Михайло Леонідович, 13.07.1984, Кременчук Полтавська область. Учасник АТО, старший солдат, проходив службу за мобілізацією. Помер 11.01.2019 в лікарні «Кременчуцька». Поховання 14 січня, за побажанням рідних — на кладовищі в с. Садки (Кременчуцький район). Залишились дружина, донька.
 Міщук Леонід Андрійович, 13.12.1969, Морозівка (Погребищенський район) Вінницька область. Мешкав у с. Вінницькі Хутори. Учасник АТО, 32 РеАП. Працював на маршрутному таксі у с. Медвеже Вушко Вінницького району. 2014—2015 служив за мобілізацією в зоні АТО (третя хвиля), пройшов бої за Луганський аеропорт. 27.12.2018 проходив медобстеження у Вінницькому військовому госпіталі, впав у кому під час проходження процедури МСКТ черевної порожнини, 12.01.2019 помер. Похований у Вінницьких Хуторах. Залишились дружина, дві доньки та троє онуків.
 Орлова Вікторія, 1979 р. н. Учасниця АТО, 61-й військовий мобільний госпіталь, медсестра-анестезіолог. Померла 12.01.2019 в Южноукраїнській міській лікарні, м. Южноукраїнськ Миколаївська область.
 Папуши Руслан Савович, 03.12.1977, Шурине Миколаївський район Миколаївська область. Учасник АТО 2014—2018, сержант. Миротворець, у 2004 служив в Іраку. З червня 2014 брав участь в АТО. Влітку 2014 в районі Слов'янська, поблизу Семенівки дістав бойову травму голови і контузію, після лікування повернувся на передову. Звільнився у березні 2018 за станом здоров'я. Помер 12.01.2019 у лікарні м. Києва. Похований в с. Шурине. Залишились дружина та двоє дітей, віком 16 і 3 роки.
 Полішко Артем Вікторович, 30.09.1988, Підгородне Дніпровський район Дніпропетровської області. Учасник АТО, 20 ОМПБ «Дніпропетровськ». Навчався в ПДАБА, займався спортом, грав у футбол. Раптово помер 13.01.2019 в реабілітаційному центрі «Ковчег», с. Гряди Волинська область. Залишилась сестра.
 Мухін Віталій Олександрович, 25.05.1973, Нікополь Дніпропетровська область. Учасник АТО 2014—2015, сержант, 17 ОТБр, танковий батальйон. Після демобілізації працював на пилорамі у Нікополі. Помер внаслідок онкохвороби. Похований 14.01.2019 на кладовищі Нікополя.
 Іващенко Наталія («Ромашка»), Володарка Київська область. Мешкала у м. Хмельницький. Учасниця АТО, ЗСУ, в/ч у м. Вінниця. Померла 14.01.2019 у Вінницькому госпіталі внаслідок онкохвороби. Поховання 16 січня у Вінниці. Залишилися мати і син.
 Вульчин Василь Дмитрович, 09.09.1964, Жалибори Галицький район Івано-Франківська область. Учасник АТО. Проходив службу за мобілізацією. Помер вдома 14.01.2019. Похований у Жалиборах.
 Ісаєв Ігор Андрійович («Пертусин»), 24.01.1982, Южноукраїнськ Миколаївська область. Учасник АТО, медик. Раптово помер 15.01.2019. Похований на Южноукраїнському міському кладовищі, на Алеї Слави.
 Котюн Олег Володимирович, 04.08.1969, Повча Дубенський район Рівненська область. Учасник АТО, солдат. Служив за мобілізацією з січня 2015 по березень 2016. Помер 17.01.2019. Похований в с. Повча. Розлучений, залишилась донька і брати.
 Вергун Остап Михайлович («Мід»), 26.02.1976, Бартатів Городоцький район Львівська область. Учасник АТО, батальйон МВС «Січ». Багатодітний батько. Хворів на гіпертонію. Помер вдома 17.01.2019. Похований в с. Бартатів.
 Францев Дмитро Вікторович («Козак»), 11.03.1963, 55 років, мешканець м. Дніпро. Учасник АТО перших років, старший сержант, 17 ОМПБ «Кіровоград» 57 ОМПБр, розвідувальна рота. Козак, поет, доброволець. Помер 17.01.2019.
 Майданський Сергій Андрійович, 16.03.1983, Рукшин Хотинський район Чернівецька область. Учасник АТО, 31-й прикордонний загін ДПСУ, м. Чернівці. З 21.08.2014 по 05.08.2015, з 01.04.2015 по 05.08.2015 виконував завдання в зоні АТО. Після демобілізації їздив на заробітки. Помер 19.01.2019, зупинилося серце. Залишилось троє дітей.
 Горбенко Антон Григорович, 25 років, Балочки Пологівський район Запорізька область. Волонтер АТО, водій, з 2014 по 2016 особисто відвозив допомогу військовикам на передову. Помер 19.01.2019 о 6:30 в Запорізькій обласній лікарні від онкохвороби, перебуваючи у стані коми.
 Садовський Сергій Анатолійович («Китаєць»), 05.09.1976, Мелітополь Запорізька область. Учасник АТО/ООС 2015—2019, БСП НГУ «Донбас», 21 ОМПБ «Сармат» 56 ОМПБр. Був учасником «Самооборони Мелітопольщини». З літа 2015 воював у складі батальйону «Донбас», з 2016 служив за контрактом у 21-му батальйоні. Виконував завдання на Маріупольському напрямку (Талаківка, Павлопіль). 2017 лікувався в госпіталі. 15.01.2019 демобілізувався та повернувся додому. Помер увечері 20.01.2019, зупинилося серце. Залишились батьки, дружина та двоє синів, 6 і 4 років. Відео (липень 2018): Сергій Садовський про вбивство свого друга Віталія Олешка («Сармата»).
 Соловйов Олег Владиславович, 1961 р. н., Надвірна Івано-Франківська область. Учасник АТО 2014—2016, ОЗСП «Азов», танковий батальйон «Холодний Яр», потім НГУ. У квітні 2016 року був демобілізований. Помер 20.01.2019. Похований у Надвірній.
 Шишлик Михайло Ярославович, 27.10.1990, Страшевичі Старосамбірський район Львівська область. Мешкав у сусідньому с. Кобло. Учасник АТО/ООС. Закінчив Дрогобицький механіко-технологічний коледж, спеціальність «Обробка та різання металів». З 11.06.2014 — на військовій службі, служив за контрактом в 704 ОП РХБЗ, старший хімік, по тому — у 24 ОМБр. Пройшов 5 ротацій на фронті: двічі з вересня 2014 до травня 2015; листопад 2015 — січень 2016; березень — травень 2016; січень — квітень 2018. Помер 22.01.2019 внаслідок хвороби. Неодружений, батьки втратили єдиного сина.
 Скрипничук Василь Михайлович, 22.06.1958, 60 років, Маркова (Богородчанський район) Івано-Франківська область. Мешкав у м. Надвірна та Івано-Франківську. Учасник АТО 2014—2015, доброволець, батальйон «Карпатська січ». Політик і науковець, член ВО «Свобода», голова Івано-Франківської облради (2012—2015), кандидат юридичних наук. Закінчив філологічний факультет Івано-Франківського педінституту (1979) та юридичний факультет Прикарпатського університету імені Василя Стефаника (1997). Працював шкільним вчителем, заступником директора школи, викладачем у технікумі, редактором міського телебачення Надвірнянської міськради. З 1993 чотири рази обирався до Івано-Франківської облради, голова контрольної комісії, начальник управління з гуманітарних питань, заступник голови облради. У 1995—1998 був заступником голови Івано-Франківської ОДА, пізніше працював в апараті облради. З 2001 займався науковою діяльністю, доцент кафедри держуправління, завідувач кафедри правознавства ІФНТУНГ, декан Карпатського факультету АМУ. У 2010—2012 — керуючий справами виконавчого апарату Івано-Франківської обласної ради. З 23.11.2012 — голова облради. З 2015 — депутат, керуючий справами облради. В липні 2014 добровольцем прийшов до військкомату, учасник «Легіону Свободи». 30.06.2017 достроково склав депутатський мандат. Останнім часом перебував у лікарні. Помер 22.01.2019. Після прощання у Франківську похований в с. Монастирчани Богородчанського району. Залишились дружина та троє дітей.
 Шалигін Андрій Сергійович, 21.12.1990, Стебник Львівська область. Учасник АТО. Проходив службу у 24 ОМБр, після чого підписав контракт, служив у 15 РеАП. На фронті був з 2015. Про смерть повідомили у соцмережі 23.01.2019, помер у Стебнику.
 Гладун Володимир («Ботанік»), Брюховичі Львівська область. Учасник АТО/ООС з 2014, доброволець ДУК і УДА, медичний батальйон «Госпітальєри». Помер внаслідок тривалої онкохвороби. Похований 26.01.2019 у Брюховичах.
 Гусак Ігор Миронович, 17.02.1987, Нижня Лукавиця Стрийський район Львівська область. Учасник АТО. Помер 25.01.2019 від пневмонії. Залишились дружина та двоє дітей, 10 і 5 років.
 Заяць Мар'ян Тадейович, 26.03.1981, Борислав Львівська область. Учасник АТО 2014—2015, 24 ОМБр. Проходив службу за мобілізацією. Передчасно помер 28.01.2019 у Бориславі. Похований у Бориславі. Залишились мати і сестра.
 Власов Дмитро Володимирович, 1974 р. н., Львів. Учасник АТО 2014—2015, пройшов бої на українсько-російському кордоні (2014): Бірюкове, Довжанськ, Зеленопілля, Амвросіївка. Помер 29.01.2019 вдома. Залишились дружина, донька та син.
 Шовк Олександр Васильович, 16.06.1979, Берегомет Вижницький район Чернівецька область. Учасник АТО 2015—2016, молодший сержант, 40 ОАБр. З 02.04.2015 до 08.04.2016 проходив службу за мобілізацією. З 22.05.2015 по 08.04.2016 брав безпосередню участь у бойових діях. Отримав І група інвалідності, волонтери збирали кошти для лікування важкохворого бійця. Помер 29.01.2019 у військовому госпіталі м. Чернівці. Поховання у Берегометі, на кладовищі Свято-Юріївської церкви. Залишилась мати.
 Козачинський Віталій Миколайович, Матвіївка (Чигиринський район) Черкаська область. Учасник АТО. Помер наприкінці січня. Похований 29.01.2019 у Матвіївці. Залишилися батьки.
 Жолондек Володимир Мирославович, 29.04.1972, Кобиловолоки Теребовлянський район Тернопільська область. Учасник АТО 2015—2016, солдат, 14 ОМБр. З багатодітної родини. Був мобілізований у квітні 2015, пройшов бої за Мар'їнку та Красногорівку. Помер у Львівському військовому госпіталі в результаті важкої хвороби, переніс декілька операцій. Похований 29.01.2019 в Кобиловолоках. Залишились дружина, брати, сестри.
 Святка Олександр Петрович, 10.05.1982, Дзензелівка Маньківський район Черкаська область. Учасник АТО, доброволець, волонтер. Учасник Революції Гідності та Самооборони Майдану. Підприємець, засновник фермерського господарства «Святко». Помер наприкінці січня. Похований 31.01.2019 у с. Дзендзелівка.
 Кричфалуші Михайло Михайлович, 1987 р. н., Груники Тячівський район Закарпатська область. Учасник АТО. Помер наприкінці січня 2019. Похований 31.01.2019 в с. Груники. Залишилось троє дітей.
 Рутман Олександр Володимирович, 10.12.1980, Новопилипівка Мелітопольський район Запорізька область. Мешкав у Мелітополі. Учасник АТО, три роки був на фронті. Помер (за іншими відомостями — наклав на себе руки) вночі 01.02.2019. Похований у Новопилипівці.
 Бондарук Назар, мешканець м. Луцьк Волинська область. Учасник АТО, солдат, 51 ОМБр. Брав участь у боях під Волновахою, інвалід війни. Помер 02.02.2019 у лікарні. Поховання на міському кладовищі Луцька у с. Гаразджа.
 Цуркань Денис Олександрович, 31.07.1987, Миколаїв. Учасник АТО 2014—2015, 79 ОАеМБр, 2 батальйон, 5 рота. У 2000-х роках служив в 1-му батальйоні морської піхоти (Феодосія, АР Крим). Був мобілізований у першу хвилю навесні 2014. Помер внаслідок відриву тромбу. Поховання 05.02.2019 у Миколаєві.
 Ящишин Іван Євстафійович («Соліст»), 20.03.1969, Іванівка Херсонська область. Учасник АТО з 2014, солдат, 40 ОМПБ «Кривбас», навідник. Пройшов бої за Іловайськ та Дебальцеве (опорний пункт «Мойша»), був у полоні (звільнений 21.02.2015). Трагічно загинув 04.02.2019. Поховання в с. Іванівка.
 Конах Олександр Володимирович («Собр»), 30 років, Чернігівська область. Учасник Революції Гідності (загін «Черепашки»), доброволець ДУК ПС, 1-ша окрема штурмова рота, пройшов бої за Авдіївку та інші. Трагічно загинув 05.02.2019. З добровольцем прощались на Майдані Незалежності у Києві.
 Гошко Юрій Володимирович, 06.05.1967, 51 рік, Стрий Львівська область. Учасник АТО. Помер 06.02.2019 після тривалої хвороби. Похований у Стрию на Алеї почесних поховань.
 Балакшин Віктор Миколайович, 14.06.1975, Малин Житомирська область. Учасник АТО, 14 ОМБр. У війську з лютого 2014. В травні 2015 був госпіталізований до Дніпровського військового госпіталю через погіршення стану здоров'я, пройшов курс лікування, повернувся до частини, але у 2016 був комісований після операції (виразкова хвороба шлунку), інвалід І гр. Від тоді весь час перебував на лікуванні. Помер 07.02.2019. Залишилась дружина.
 Райлян (Степанов) Денис Миколайович («Ронін»), 31.03.1979, Одеса. Учасник АТО, доброволець, батальйон «ОУН», командир взводу (ройовий). Навчався в ОНУ ім. Мечникова. На війні з листопада 2015, пройшов бої за Піски та Кримське. Останнім часом брав участь у діяльності Самооборони Одеси. Після чергування помер уві сні вранці 08.02.2019 від серцевого нападу. Поховання в с. Доброолександрівка Овідіопольського району Одеської області.
 Здор Віталій Антонович, 22.12.1970, Харківська область. Мешкав у м. Запоріжжя. Учасник АТО, старшина, 93 ОМБр, 1-й батальйон, 2-га рота, гранатометник (РПГ), командир бойової машини (БМП). Раніше служив на флоті. Після 40 років емігрував в Ізраїль, мав ізраїльське громадянство, але через 1,5 роки, у червні 2013, повернувся в Запоріжжя. Мобілізований у 2015. Воював в районі Донецького аеропорту, в листопаді 2015 дістав важке осколкове поранення у голову на опорному пункті «Зеніт». Інвалід війни І групи. Нагороджений медаллю «Захиснику Вітчизни». Помер 08.02.2019 внаслідок онкохвороби. Поховання у Запоріжжі, на кладовищі Св. Миколая. Залишились сестра, дружина та донька.
 Новіков Олександр Миколайович, 40 років, Київ. Учасник АТО, майор, 12 ОМПБ «Київ» та 58 ОМПБр. На початку війни у 2014 одним з перших прийшов добровольцем у 12-й батальйон тероборони. Потім служив у Київському міському військкоматі та 58-ій бригаді. Повернувся до мирного життя. 11.02.2019 зранку був знайдений мертвим біля Індустріального мосту. За попередньою інформацією, послизнувся на сходах, впав і вдарився головою. Залишились дружина та двоє синів.
 Краєвський Дмитро, Рівне. Учасник АТО, служив у розвідбаті. 11.02.2019 було знайдене тіло ветерана, якого розшукували більше місяця. Похований 15.02.2019. Залишилась мати.
 Трипадуш Анатолій Павлович, 25.05.1964, 54 роки, мешканець смт Глибока Чернівецька область. Учасник АТО. Помер 12.02.2019 внаслідок важкого захворювання.
 Кабанов Володимир Іванович, 1960 р. н., 58 років, Маріуполь Донецька область. Учасник АТО, старший лейтенант, 56 ОМПБр. З 2014 брав участь у всіх проукраїнських акціях маріупольських активістів, згодом добровольцем пішов на фронт захищати рідне місто, звільнився із ЗСУ за станом здоров'я. Помер 13.02.2018 в лікарні, — під час операції (виразка) не витримало серце. Поховання 15 лютого на алеї Слави Старокримського кладовища Маріуполя. Залишилися мати, донька.
 Лис Олександр, Дермань Перша Здолбунівський район Рівненська область. Учасник АТО. На початку війни проходив службу за мобілізацією. Помер 16.02.2019 після тривалої важкої хвороби. Поховання у Дермані Першій.
 Сас Ігор Леонідович, 08.04.1974, Жмеринка Вінницька область. Учасник АТО 2014—2015, 72 ОМБр, 8-ма рота, механік-водій. Був мобілізований навесні 2014, у першу хвилю. Під час атаки біля Зеленопілля під обстрілами збирав і вивозив поранених. Інвалід III гр. Помер 16.02.2019. Похований у Жмеринці.
 Новацький Володимир Іванович, 09.05.1976, Скелівка Старосамбірський район Львівська область. Учасник АТО 2014—2015, 128 ОГШБр. Був мобілізований як доброволець, проходив службу з 02.08.2014 до 13.09.2015, двічі по 4 місяці виконував завдання в зоні АТО: з 09.09.2014 до 19.01.2015 та з 20.05.2015 до 13.09.2015. Після демобілізації стан здоров'я постійно погіршувався, помер 16.02.2019 внаслідок тривалої важкої хвороби. Похований у Скелівці. Неодружений, залишилася мати.
 Сівальов Ростислав Васильович («Капелан»), 15.02.1972, Берестянка Бородянський район Київська область. Учасник АТО, БСП «Донбас» НГУ, 3 рота. Пройшов бої за Широкине у 2015. Мав вищу освіту, працював начальником відділу служби безпеки ТОВ «Л. К.О.» (Логістична компанія Оболонь) у Києві. Помер 17.02.2019 внаслідок інсульту. Похований у Берестянці. Залишилась дружина.
 Боднарюк Сергій Васильович, 03.08.1984, Ревне (Кіцманський район) Чернівецька область. Учасник АТО 2015—2016. Після демобілізації хворів. Помер 17.02.2019. Похований в с. Стрілецький Кут. Залишились батьки, 13-річна донька та 9-річний син.
 Кравець Максим, Малий Утлюк Мелітопольський район Запорізька область. Учасник АТО. Після демобілізації потрапив у ДТП та дістав тяжкі травми, лікувався. Раптово помер 17.02.2019. Поховання у с. Малий Утлюк. Залишились мати й вагітна дружина.
 Жога Юрій Леонідович, 1977 р. н., Рожище Волинська область. Учасник АТО 2014—2015, 1 БТО «Волинь» (1 ОМПБ «Волинь» 14 ОМБр). Пройшов бої за Дебальцеве. Помер 18.02.2019 у Рожищі від пневмонії, — прийшов з високою темепературою до сімейного лікаря, звідти його направили до приймального відділення лікарні, де він і помер через зупинку серця. Похований у Рожищі. Розлучений, залишилось двоє дітей.
 Цюх Олександр Васильович, 1986 р. н., Татаринці Лановецький район Тернопільська область. Учасник АТО 2015—2016, 28 ОМБр, танковий підрозділ, механік-водій. Був мобілізований на початку 2015 (4-та хвиля). У серпні 2015 перебував у районі Курахового, дістав поранення. Після демобілізації працював таксистом. 28.06.2017 в с. Якимівці (Лановецький район) був жорстоко побитий чотирма п'яними чоловіками, коли заступився за дівчину, 4 дні перебував у комі, та 2 тижні пролежав у реанімації з відкритою ЧМТ. Нападники були засуджені, але потрапили під амністію. На початку лютого 2019 одружився. Помер 22.02.2019. Залишилася вагітна дружина, 28 серпня народився син.
 Комар Ярослав Васильович, 12.03.1991, смт Тростянець Вінницька область. Учасник АТО, 24 ОШБ «Айдар». Два роки перебував на фронті, останні два роки боровся з тяжкою хворобою. Помер вранці 23.02.2019. Похований у Тростянці. Залишились батьки. Мати, Тетяна Комар — голова благодійного фонду «Тростянеччина», стала волонтером, коли син пішов на війну.
 Маслєнніков Борис Миколайович, Ободівка (Тростянецький район) Вінницька область. Учасник АТО. Помер 23.02.2019. Похований в Ободівці.
 Піщугін Іван Русланович, 14.06.1976, Боднарів (Калуський район) Івано-Франківська область. Мешкав у с. Бабин-Зарічний. Учасник АТО. Учасник Євромайдану. Близько півтора року служив за контрактом, повернувся додому на початку 2018. Помер вдома, рідні припускають, що причиною смерті міг стати інфаркт. Похований 26.02.2019 у Бондареві.
 Барсуков Сергій Борисович («Барс»), 19.03.1958, 60 років, Одеса. Учасник АТО, офіцер, 72 ОМБр, танковий підрозділ. Закінчив Одеський політехнічний інститут (радіоінженер, конструктор-технолог). Працював інженером у Чорноморському ЦПКБ, по тому — у філії «Одеська залізниця». Активний учасник Революції Гідності, київського та одеського Євромайданів. На фронт пішов добровольцем за контрактом, оскільки за віком не підпадав під мобілізацію. Повернувшись з війни, працював та займався громадською діяльністю, брав участь у протестах проти незаконних забудов. Загинув близько 23:00 24.02.2019 в Одесі, поблизу свого місця проживання в районі Селекційно-генетичного інституту, в результаті вибуху гранати РГД-5. Тіло було виявлене вранці біля воріт інституту на Овідіопольській дорозі. Основна версія слідства — нещасний випадок внаслідок необережного поводження з гранатою. За місцем проживання загиблого було виявлено 14 гранат, набої до вогнепальної зброї та пістолет. Розлучений. Залишилася мати, онука.
 Дон Геннадій Михайлович, 22.06.1970, Недогарки (Кременчуцький район) Полтавська область. Учасник АТО, старшина, 72 ОМБр, командир мінометного розрахунку. У 1988—1989 проходив строкову службу в зоні конфлікту у Нагірному Карабасі. З серпня 2014 до вересня 2015 проходив службу за мобілізацією, виконував бойові завдання в районах Докучаєвська та Новотроїцького. Помер наприкінці лютого. Похований 01.03.2019 у с. Недогарки.
 Берташ Андрій Васильович, 42 роки, Бармаки Рівненський район Рівненська область. Учасник АТО 2014—2015, 2 ОМПБ «Горинь», головний сержант взводу. Приватний підприємець у сфері пасажирських перевезень. Пішов на війну добровольцем у перші хвилі мобілізації 2014, воював поблизу російсько-українського кордону в районі м. Чистякове (до 2016 року — Торез), Амвросіївка. Засновник і Голова правління ГО «Спілка учасників АТО і захисників Вітчизни м. Рівне та Рівненської області — Горинь» з 2015. Загинув близько 0:20 01.03.2019 в ДТП, що трапилася в м. Рівне на перетині вулиць Льонокомбінатівська-Костромська-Гагаріна, — керуючи автомобілем «Mercedes-Benz», рухаючись зі сторони Бармаків, не впорався з керуванням та в'їхав у бетонну огорожу кільця кругового руху, від отриманих травм загинув на місці. Поховання 2 березня у с. Бармаки.
 Семенюк Любомир Іванович, мешканець м. Ланівці Тернопільська область. Учасник АТО, солдат, 44 ОАБр. З 01.06.2017 проходив лікування у Київському військовому госпіталі (внутрішньомозкове новоутворення), отримав І групу інвалідності. Помер 05.03.2019 внаслідок тяжкої хвороби. Похований у Ланівцях.
 Дубій Сергій Андрійович, 27.01.1982, Нововолинськ Волинська область. Учасник АТО, з 28.04.2015 по липень 2016 проходив службу за мобілізацією. У ніч з 2 на 3 березня потрапив до реанімації з тяжкою ЧМТ внаслідок конфлікту з 15-річним підлітком (особу встановлено за відео з камери спостереження), який просив цигарки у перехожих. Хлопець вдарив Сергія і той впав. Перебував у комі в Нововолинській ЦМЛ. Помер 07.03.2019. Похований у Нововолинську.
 Оленюк Дмитро Іванович, 07.12.1989, Калуш Івано-Франківська область. Останнім часом мешкав у с. Кадобна Калуського району. Учасник АТО 2015—2016, 24 ОМБр. Родина — зі Старого Угринова. З квітня 2015 по листопад 2016 проходив службу за мобілізацією. Раптово помер 08.03.2019. Поховання у с. Кадобна. Залишились мати, дружина та маленька донька.
 Лозан Віктор Павлович, 26.02.1956, 63 роки, Берегове Закарпатська область. Учасник АТО. Помер 11.03.2019 внаслідок хвороби. Похований у м. Берегове.
 Самар Руслан Леонідович («Самара»), 02.11.1974, Рокитне Київська область. Учасник АТО, 25 ОМПБ «Київська Русь», 2-га рота. На фронт пішов у 2014 (перший склад, 25 БТО «Київська Русь»). Помер 12.03.2019 внаслідок онкохвороби. Поховання в смт Рокитне.
 Мороз Сергій Васильович («Фрост»), 09.02.1977, Івано-Франківськ. Учасник АТО, доброволець, Медичний батальйон «Госпітальєри» УДА (раніше ДУК ПС), водій-парамедик, інструктор з медицини та військовий капелан. До війни був підприємцем у сфері будівництва та священнослужителем протестантської церкви. 2014-го поїхав на полігон у с. Старий Лисець, по тому пройшов курси першої домедичної допомоги та навчання із медицини катастроф, тактичної медицини. У січні 2015 вирушив на фронт, — рятував поранених біля с-ща Піски, чергував на позиції «Республіка Міст», дістав бойові травми. У січні 2018 діагностували онкохворобу (пухлина у мозку), було проведено складну термінову операцію з видалення пухлини в лікарні ім. Мечникова (м. Дніпро) та курс хіміотерапії. Проходив лікування у Львівському онкоцентрі. Допомога надходила від небайдужих людей з усієї України та з-за кордону. На початку березня 2019 потрапив до реанімації. Помер увечері 13.03.2019 в лікарні. Похований на міському кладовищі Франківська у Чукалівці. Залишилась дружина Тетяна, волонтер «Госпітальєрів», та двоє синів (18 і 14 років).
 Яворський Василь, 43 роки, Олексичі Стрийський район Львівська область. Учасник АТО. 04.01.2016 помер брат Василя, демобілізований учасник АТО Тарас Яворський (24 ОМБр). Того ж року Василь вступив на військову службу за контрактом, яку проходив з 30.09.2016 до 13.11.2017 на території Луганської області. Помер 13.03.2019 внаслідок важкої хвороби. Похований в Олексичах. Був розлучений, залишились мати, брат та дві доньки.
 Шаповал Ігор Анатолійович, 29.07.1978, Раків Долинський район Івано-Франківська область. Учасник АТО. До ЗС України був призваний за мобілізацією у 2015. Помер 13.03.2019 в результаті зупинки серця. Похований у с. Раків. Залишилась дружина та маленька донька.
 Гера Володимир Михайлович, 01.04.1979, Чернилява Яворівський район Львівська область. Учасник АТО, 24 ОМБр, командир бойової машини батареї ПТКР протитанкового артдивізіону. Був мобілізований на початку війни, брав участь в боях під Зеленопіллям. Після демобілізації підписав контракт, боронив Кримське. Під час служби виявили цукровий діабет. По закінченні контракту повернувся додому, працював у будівельній бригаді. У березні стан здоров'я погіршився, помер 16.03.2019 у військовому госпіталі. Похований в Черниляві. Залишились батьки, сестра, дружина та двоє дітей, — дочка і син.
 Карасьов Вадим Валерійович, 06.11.1979, Харків. Учасник АТО, 501 ОБМП. Три роки захищав Батьківщину на фронті. Помер 17.03.2019. Похований 30 березня на Харківському кладовищі № 18, на Алеї слави воїнів АТО. Залишились батьки.
 Шостацький Андрій Юрійович, 03.10.1990, Львів. Учасник АТО, 436-й окремий вузол радіоелектронної боротьби, в/ч А2196, водій відділення забезпечення. Помер 21.03.2019. Поховання 23 березня на Личаківському цвинтарі на полі № 47. Залишились мати, дружина, неповнолітня донька.
 Голубовський Микола Леонідович («Бача»), Нові Петрівці Вишгородський район Київська область. Учасник АТО, 90 ОАеМБ 81 ОДШБр, розвідник. Ветеран війни в Афганістані. Був призваний на військову службу під час 3-ї хвилі мобілізації влітку 2014. Учасник оборони ДАП. Помер 21.03.2019. Похований у Нових Петрівцях.
 Кінгісепп Луан Миколайович («Лука»), 23.03.1991, Кірово-Чепецьк Кіровська область РФ. Мешкав у м. Макіївка Донецька область. Учасник АТО та Євромайдану, доброволець ДУК ПС (Прим. За повідомленням голови Закарпатської ОДА Геннадія Москаля, входив до закарпатського підрозділу ПС «Сонечко». У ЗМІ повідомляли, що «Лука» брав участь в АТО на підставі його фото, зокрема, біля с-ща Піски, а також свідчень, що його бачили в Авдіївці у 2016 році. В «Правому секторі» повідомили, що «Лука» воював на Донбасі протягом весни-літа 2014, з того часу із ПС не контактував). З травня 2016 перебував у розшуку за підозрою у вбивстві Тараса Познякова (резонансна справа зникнення водія BlaBlaCar 04.04.2016). Загинув 23.03.2019 близько 23:00 в результаті вибуху саморобного вибухового пристрою у квартирі на проспекті Науки в Голосіївському районі м. Києва.
 Авєтов Григорій Борисович («Гриня»), 17.12.1979, Кременчук Полтавська область. Учасник АТО/ООС, молодший лейтенант, 21 ОМПБ «Сармат» 56 ОМПБр, головний сержант розвідвзводу. Демобілізувався у лютому 2019. 23.03.2019 о 15:00 пішов на зустріч біля АТБ в районі скверу «Космос», але до дому не повернувся. 24 березня був знайдений мертвим посеред дороги біля будинку 80 по вул. Переяславська у Кременчуці. Слідство встановлює обставини і причину смерті, попередньо, — серцевий напад. Поховання 28 березня у Кременчуці на Алеї Героїв АТО Свіштовского кладовища. Залишилась донька.
 Лемок Петро Іванович, 10.07.1974, Плугатар (Широківський район) Дніпропетровська область. Учасник АТО, 40 ОМПБ «Кривбас». Трагічно загинув у березні 2019. Похований 25.03.2019 в с. Плугатар.
 Капустін Олексій, Казанка Миколаївська область. Учасник АТО. У 2015 проходив службу в районі м. Авдіївка. Згідно повідомлення в соцмережі від 29.03.2019, помер 23.02.2019 в результаті інсульту.
 Степанюк Олександр Миколайович, 21.08.1962, Нововолинськ Волинська область. Учасник АТО 2015—2016, 14 ОМБр. Помер 29.03.2019. Залишилась родина, брат, сестра.
 Гречин Василь Михайлович, 33 роки, Стрий(?). Учасник АТО. Помер в результаті серцевої недостатності. Похований 29.03.2019.